# 西垣鳴人
西垣 鳴人（にしがき なるんと、1964年 - ）は、日本の経済学者。専門は、金融論・財政学。学位は、博士（経済学）（名古屋大学）。岡山大学教授を経て、名城大学経営学部教授。

## 略歴
- 1964年 - 岐阜県に生まれる
- 1989年 - 滋賀大学経済学部卒業
- 1996年 - 名古屋大学大学院経済学研究科博士課程単位取得満期退学
- 1996年 - 名古屋大学助手
- 1997年 - 岡山大学経済学部専任講師
- 1999年 - 岡山大学経済学部助教授
- 2007年 - 岡山大学経済学部教授
- 2019年 - 名城大学経営学部教授

## 著書

### 単著
- 『ディレギュレーション時代の公的金融―民業補完とは何か』（御茶の水書房、2003年）

### 共著
- 『現代金融論講義』（藤原賢哉、家森信善他、中央経済社、1998年）
- 『ポストビッグバンの金融システム』（千田純一、家森信善他、千倉書房、2001年）
- 『金融論入門』（藤原賢哉、家森信善他、中央経済社、2002年）
- 『金融 現代経済学のコア』（内田滋、西脇広治他、勁草書房、2002年）
- Global Information Technology and Competitive Financial Alliances, with Y.Kurihara, S.Takaya, N.Yamori, I.Henrique, P.Sadorsky, K.Harimaya, Y.Asai(Idea Group Publishing, 2006)
- Japanese Fixed Income Markets: Money, Bond and Interest Rate Derivatives "jointly worked", co-edited with J.A.Batten, T.A.Fetherston, P.G.Szilagyi, R.Coman, M.Young, F.M.Chin, R. Jerram, R.A.Werner, S.Pynnonen, W.P.Hogan, H.Bystron, C.A.Ellis, L.M.Fairchild, Y.S.Chin, N.Yamori, Y.Asai(Elsevier-North Holland, 2006)
- A New Japan for the Twenty-First Century　"jointly worked", co-edited with Nobuyoshi Yamori, and others(Routledge, 2008)

### 訳書
- L.V.ベルゲ編『金融コングロマリット』（（財）生命保険文化研究所・文研叢書、24号、1998年）